# Награда Златни крст кнеза Лазара
Награда Златни крст кнеза Лазара је књижевно признање које се додељује за очување косовског завета и српске духовности, односно за укупно стваралаштво, и има за циљ да „оживи и реинкарнира историјско памћење на непролазне духовне творевине”. Додељује се од 1990. године на манифестацији Видовданско песничко бденије у манастиру Грачаници, уочи Видовдана. Награда се састоји од златног крста, повеље и новчаног износа.

## Добитници
Добитници награде су следећи песници:
- 1990 — Десанка Максимовић
- 1991 — Матија Бећковић
- 1992 — Љубомир Симовић
- 1993 — Добрица Ћосић
- 1994 — Антоније Исаковић
- 1995 — Миодраг Павловић
- 1996 — Стеван Раичковић
- 1997 — Патријарх српски Павле
- 1998 — Слободан Ракитић
- 1999 — Манифестација није одржана
- 2001 — Рајко Петров Ного
- 2002 — Милосав Тешић
- 2003 — Мирослав Јосић Вишњић
- 2004 — Данило Николић
- 2005 — Вук Драшковић
- 2006 — Петар Пајић
- 2008 — Милован Данојлић
- 2009 — Петер Хандке
- 2010 — Бранислав Црнчевић
- 2011 — Слободан Костић
- 2012 — Ратко Поповић
- 2013 — Радослав Златановић
- 2014 — Горан Петровић
- 2015 — Душан Ковачевић
- 2016 — Петар Сарић[4]
- 2017 — Злата Коцић[5]
- 2018 — Иван Негоришорац[6]
- 2019 — Гојко Ђого[7]
- 2020 — Милисав Савић[8]
- 2021 — Радован Бели Марковић[9]
- 2022 — Слободан Зубановић[10]
- 2023 — Владан Матијевић[11]